# اکسید ساماریوم (III)
اکسید ساماریوم(III) (به انگلیسی: Samarium(III) oxide) با فرمول شیمیایی Sm۲O۳ یک ترکیب شیمیایی است؛ که جرم مولی آن 348.72 g/mol می‌باشد. شکل ظاهری این ترکیب، بلورهای سفید - زرد است.